# Amiternum
Amiternum o Amitermum (en grec antic Ἀμίτερνον) va ser una ciutat de la Sabínia, a la vora del riu Aternus, propera al naixement del riu, al nord-oest de Prifernum. Segons Varró, Amiternum va prendre el nom d'aquest riu. En aquesta ciutat hi va néixer Sal·lusti. Era propera a la moderna San Vittorino, i encara se'n podes veure les restes.
Segons Varró, aquesta ciutat, situada en una zona elevada i muntanyosa, va ser el país originari dels sabins, que des d'allí dirigien els seus atacs als habitants de Reate. Virgili parla d'Amiternum, i diu que era la ciutat més poderosa dels sabins, i tant Estrabó com Plini el Vell en diuen que encara l'habitava aquell poble.
Al final de les guerres samnites els romans la van ocupar, cap a l'any 293 aC, diu Titus Livi, però sembla un error, ja que no se sap que els samnites l'haguessin ocupat mai. Estrabó diu que va patir molt durant les guerres socials i les guerres civils, i que en el seu temps havia decaigut molt. Va ser colonitzada en temps d'August, i sota l'Imperi es va convertir altre cop en una ciutat important.
A la ciutat començaven la Via Claudia Nova i la via Salària. S'hi conserven nombroses restes romanes, entre elles el teatre, l'amfiteatre (per sis mil persones), vil·les, termes, un aqüeducte, escultures, i altres restes així com unes catacumbes romanes. Va ser també la seu d'un bisbat cristià que va existir fins al 1257 quan es va unir al bisbat de Rieti. L'emperador Otó I la va entregar al papa de Roma l'any 962.

## Bisbes destacats
- Victorí Màrtir (època paleocristiana),
- Castori (esmentat per Gregori Magne (segle vi),
- Ceteu, martiritzat pels llombards al segle vi.
- Lleonci, germà del Papa Esteve III (segle viii),
- Cesó, va hostejar el Papa Joan XII i l'emperador Otó I (segle x),
- Ranier, alabat per Alexandre II (segle xi)
- Ludovic, present al concili del 1069
- Bernat de Pàdua, bisbe des de 1252.

## Personatges famosos
- Appi Claudi Cec, constructor de la via Àpia el 312 aC.
- Gai Sal·lusti Crisp (conegut per Sal·lusti), historiador nascut el 86 aC
- Ponci Pilat, prefecte de Judea que va processar a Jesucrist.